# Jocuja Kaidan
Jocuja Kaidan (四谷怪談; Hepburn: Yotsuya Kaidan) Tamija Iemon és Oiva története, mese árulásról, gyilkolásról és kísérteties bosszúról. Vitathatatlanul az idők leghíresebb japán szellemtörténete, több mint harmincszor lett filmre adaptálva, és folyamatosan befolyással van a japán horrorra manapság. 

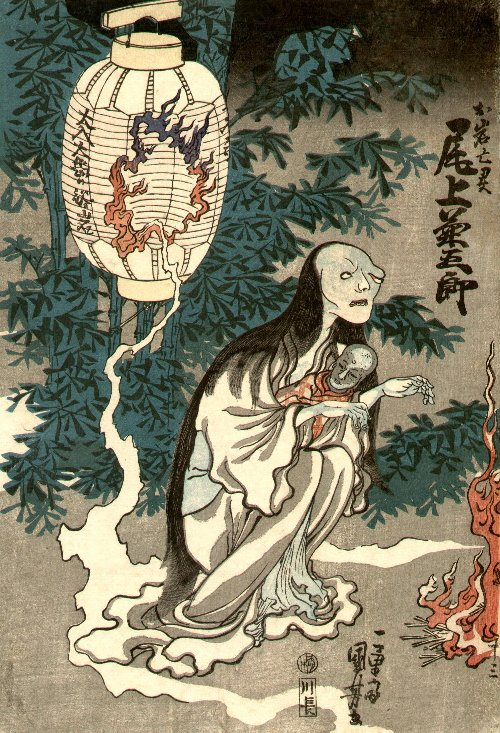
Utagava Kunijosi portréja Oiváról

Negyedik Curuja Nanboku  írta meg 1825-ben a kabuki darabnak szánt művet, az eredeti címe Tókaidó Jocuja Kaidan (東海道四谷怪談) volt.). Ma ezt általában lerövidítik, és egyszerűen Jocuja szellemtörténetének fordítják.

## Történelme
1825 júliusában vitték először színpadra, a Jocuja Kaident a Nakamuraza Színházban, Edoban (előző neve a mai Tokiónak) dupla funkcióként a mérhetetlenül népszerű Kanadehon Csusingurával együtt. Általában a dupla funkciójú kabukinál, az első előadás teljes egészében kerül színpadra, majd követi a második előadás. Azonban a Jocuja Kaidan esetében úgy döntöttek, hogy összevonják a két drámát és két nap teljes előadás kerül színpadra: az első nap a Kanadehon Csusingurával kezdődött az első felvonástól a negyedik felvonásig, majd a Jocuja Kaidan követi az első felvonástól a harmadikig. A második nap az Onbo csatorna jelenettel kezdődött, majd a Kanadehon Csusingura hetedik felvonástól a kilencedikig, és végezetül a Tókaidó Jocuja Kaidan negyedik és ötödik felvonásával zárult a program.
A darab hihetetlenül sikeres volt, és arra késztette a producereket, hogy szezon kívüli extra előadásokat ütemezzenek az igényekhez igazodva. A történet megérintette az emberek félelmeit azáltal, hogy Japán szellemeit kihozta a templomokból és az arisztokraták kúriáiból, és a hétköznapi emberek otthonaiba vitte, olyan emberekébe, akik a közönsége volt a színházban.

## Története
A legtöbbet adaptált japán szellem történetként, idővel a Jocuja Kaidan részletei meg lettek változtatva, gyakran hordoz hasonlóságokat az eredeti kabuki darabbal és néha kísérteties elemeket összevonják. Habár az alap történet mindig ugyanaz marad és így felismerhető.
(Megjegyzés: A következő összefoglaló az eredeti, 1825-ös nakamurazai produkcióé. Ebből kifolyólag nem tartalmazza a számos mellékszálakat és hozzáadott karaktereket a történetekhez az idő során.)

### Első felvonás
Tamija Iemon, aki egy rónin, hevesen vitatkozik apósával, Jocuja Szamonnal, Szamon lányát, Oivát illetően.Miután Szamon azt ajánlotta, hogy Iemonnak szakítania kellene lányával, a rónin feldühödik és meggyilkolja Szamont. A következő jelenet középpontjában Naoszuke áll, aki szexuálisan megszállottja Oiva nővérének, a prostituált Oszodének, nem foglalkozva azzal, hogy Oszode már házas, férje Szató Jomosicsi. Amint a jelenet elkezdődik, Naoszuke egy helyi bordélyban van és épp romantikus lépéseket tesz Oszode felé, amikor Jomosicsi és a bordélyház tulajdonosa, Takuecu belépnek. Rövidesen ezután az ittas Naoszuke meggyilkolja Okuda Sózaburót, aki az előző mestere, akit összetévesztett Jomosicsivel. Pontosan ebben az időpontban történik Szamon meggyilkolása. E ponton egyesül Iemon és Naoszuke, és összeesküvést sző, hogy félrevezessék Oivát és Oszodét, hogy elhitessék velük , hogy bosszút állnak azon a személyen,  aki felelős apjuk haláláért. Cserébe Oszode beleegyezik, hogy hozzámegy Naoszukéhoz.

### Második felvonás
Oume, Itó Kihei unokája beleszeretett Iemonba. Habár azt hiszi magáról, hogy kevésbé vonzó, mint Oiva, nem gondolja, hogy Iemon valaha is az ő férje akar lenni. Együttérezve Oume helyzetével, Itó terve, hogy elcsúfítsa Oivát egy helyi mérget küldve, melyet arckrémnek álcáz. Oiva, ekkor még tudtán kívül, azonnal megrémült a krémtől, amint felkente az arcára. Látva felesége rettenetes új arcát, Iemon úgy dönt, hogy nem maradhat tovább mellette. Megkéri Takuecut, hogy erőszakolja meg Oivát, mert így tisztességes alapja lesz a váláshoz. Takuecu nem bírja rávenni magát erre, ezért inkább egyszerűen megmutatja Oivának a tükörképét. Szembesülve azzal, hogy be lett csapva, Oiva hisztérikus lesz és felkap egy kardot, majd az ajtó felé rohan. Takuecu utána nyúl, hogy elkapja de Oiva próbálja elkerülni, véletlenül megszúrja a saját torkát a kard hegyével. Amint ott fekszik és elvérzik a döbbent Takuecu előtt Iemon nevét átkozza. Nem sokkal ezután Iemon és Oume jegyesek lettek. A második felvonás azzal zárul, hogy Oiva szelleme rászedte Iemont, hogy ölje meg Oumét és az ő nagyapját az esküvő estéjén. 

### Harmadik felvonás
Az Itó család megmaradt tagjait is megsemmisítették. Iemon belelöki az Onbó csatornába Ojumit, Oume édesanyját és Omaki, Ojumi szolgálója vízbe fullad véletlenül. Naoszuke gonbeinek, angolna kereskedőnek álcázva  megérkezik és megzsarolja Iemont, hogy adjon át egy értékes dokumentumot. Iemon fontolgatja kilátását miközben horgászik az Onbó csatornánál. A csatorna felett a töltésen Iemon, Jomosicsi és Naoszuke úgy tűnik, hogy motoszkálnak miközben harcolnak a jegyzet birtoklásáért, amely kézről kézre jár a sötétségben.

### Negyedik felvonás
A felvonás kezdetekor Naoszuke nyomást gyakorol Oszodéra, hogy hálják el a házasságot, amitől Oszode különös módon idegenkedik. Jomosicsi megjelenik és házasság töréssel vádolja Oszodét. Bűnhődésében belenyugszik a halálába és meggyőzi Naoszukét és Jomosicsit, hogy meg kellene ölniük őt. Hátrahagy egy búcsú levelet, melyből Naoszuke megtudja, hogy Oszode valójában az ő húga volt. Ettől a szégyentől, valamint az előző mestere megölése miatt öngyilkos lesz.

### Ötödik felvonás
Iemont még mindig kísérti Oiva szelleme, ezért elmenekül egy elszigetelt hegyi menedékre. Itt gyorsan őrületbe süllyed, amint az álmai és a valóság kezdenek összeolvadni és Oiva kísértései fokozódnak. A felvonás azzal zárul, hogy Jomosicsi kiöli Iemonból a bosszút és a szánalmat egyaránt.

## Történelmi alapok
Nanboku beépített két szenzációs és valódi gyilkosságot a Jocuja Kaidanba, egyesítve a tényt és fikciót oly módon, hogy az rezonál a nézőközönséggel. Az első érintett, két szolga, akik meggyilkolják saját mesterüket. Még ugyanazon a napon elkapják és kivégzik őket. A második gyilkosságot egy szamurájról mintázta, aki rájött, hogy az ágyasának viszonya van az egyik szolgával. A szamuráj fogta a hűtlen ágyast és a szolgát és kiszögezte őket egy deszkalapra és bedobta őket a Kanda folyóba.

## Népszerűség
Jocuja Kaidan népszerűségét gyakran annak számítják, hogy illik a hangulata a saját korszakához, mint ahogy egyetemes témákat is használ. A Bunszei korszak társadalmi zavargások korszaka volt és a nők elnyomott helyzete a társadalomban komoly volt. Az erő cseréje a tehetetlenségért olyasmi volt, amihez a közönség tudott vonatkoztatni. Oiva gyenge áldozatból erős bosszúállóvá, míg Iemon kínzóból kínozottá változik.
Valamint, Oiva jóval közvetlenebb a bosszújában, mint Okiku, egy másik népszerű kabuki kísértet és jóval brutálisabb. Ez a hozzáadott erőszaki szint megborzongatja a közönséget, akik több és több erőszakos szórakozási formát keresnek.
Ezenkívül, a Jocuja Kaidan előadása tele volt fantasztikus speciális effektekkel. Például ahogy nagyszerűen kivitelezik Oiva eltorzított arcának a megvilágítását a színpadon, vagy ahogy a haja lehetetlen mennyiségben hullik ki.
A Jocuja Kaidan összepárosítja szokását a kizevamono-nak, avagy a nyers élet színjátéknak, ami kitekint a nem nemesek életére és a kaidanmono-nak, a szellem színdarabnak.

## Oiva szelleme
Oiva egy onrjó, olyan szellem, aki bosszúra szomjazik. Erős szenvedélye a bosszúra megengedi neki, hogy visszatérjen a Földre. A japán szellemek ezen stílusán több közös vonásán osztozik, beleértve a fehér ruhát, ami képviseli a temetési kimonót, amit viselt, a hosszú és bozontos haját, a fehér vagy indigókék színű arcát, ami a kísértetet jelzi a kabuki színházban.
Oivának különleges jellem vonásai vannak, amik elkülönítik más onrjótól. A leghíresebb a bal szeme, ami lekonyul az arcára a méregnek köszönhetően, amit Iemon adott neki. Ez a jellegzetesség eltúlozva jelenik meg a kabuki előadásokban, hogy Oivának jól kivehető megjelenést adjon. Gyakran mutatják részben kopaszon, ami egy másik mellékhatása a méregnek. A kabuki darabban egy látványos jelenetben a még életben lévő  Oiva ül a tükör előtt és fésüli a haját, ami kihullik a méreg miatt. Ez a jelenet felforgatása az erőtikus töltésű hajfésülési jelenetnek a kabuki szerelmi darabokban. A haj borzasztó magasságig felhalmozódik, majd egy ember, aki a színpad alatt ül még több és több hajat tol a színpadra miközben Oiva fésülködik
Oiva állítólag egy templomban van eltemetve, a Mjogjo-dzsi-ben, Szugamoban, Tokió szomszédságában. Halálának napja 1636. február 22.-re van jegyezve. A Jocuja Kaidan számos készítése során, például televíziós és filmes adaptációk során rejtélyes baleseteket, sérüléseket, sőt még halálesetet is jelentettek. Jocuja Kaidan adaptációját megelőzően most már hagyomány a főszereplőknek és a rendezőnek, hogy elzarándokoljanak Oiva sírjához és engedélyét és áldását kérjék a gyártáshoz. Ez különösen fontos az Oivát alakító színésznek.
Szadako Jamamura a Ring című filmből egy tiszta mély tisztelet Oiva felé. A végső megjelenése közvetlen adaptációja Oivának, ideérte a széthullott haját és a lekonyult, deformálódott szemét. Valamint a Ju-on-ban, mikor Hitomi nézi a televíziót és a műsorvezető átváltozik egy nővé, akinek van egy kis és egy nagy szeme – esetleg Oivára utal.

## Jocuja Kaidan és ukijo-e
Népszerű kabuki darabként a Jocuja Kaidan hamar népszerű tárgya lett az ukijo-e művészeknek is. 1826-ban játszani kezdték a darabot a Szumiza Színházban, Oszakában és ugyanebben az évben készítette el Sunkoszai Hokusu a The Ghost of Oiwa című filmet. Felismerhető a lekonyult szeméről és részbeli kopaszságáról.
Egy szokatlan kép felvázolás a még élő Oiváról ábrázolva volt  mint az egyik New Forms of Thirty-Six Ghosts-ban Cukioka Jositosi által.
Talán Kacusika Hokuszai készítette a legsikeresebb képet Oiváról a One Hundred Ghost Stories című sorozatában, amelyben Oiva mérges lelkének az arcát egy templomi lámpásra rajzolta. Sunkoszai Hokuei készített egy vizuális idézetet Hokusai modelljén a fenti illusztrációban, belevette Iemont, ahogy visszatér, hogy találkozzon a kísértettel és kardot ránt. A lámpás jelenet kedvelt, még necukéba is vájták. Oivának ez a képe megjelenik, ahogy Akari Icsidzsónak egy csésze teát ad a győzelmi pózában a The Last Blade ügyességi játékban.
Utagava Kunijosi illusztrálta a jelenetet Hebijamában, mutatva a még lámpa fejű Oivát, aki Iemonért jön kígyókkal és köddel körülvéve.

## Film adaptációk
Az első film adaptáció 1912-ben készült, 18-szor volt filmezve 1913 és 1937 között. A nevezetes adaptáció Simpan Jocuja Kaidan volt Itó Daiszuke által, az egyik legnagyobb japán rendezőtől a saját korából. Az 1949-es adaptáció a Jocuja Kaidan I és II Kinosita Keiszuke által, melyben eltávolította a kísérteties elemeket és úgy mutatja be Oivát, mint a férje bűnös lelkének a kísértete. A Shintoho stúdió számos verziót készített beleértve a Jocuja Kaidant, az 1956-os fekete-fehér filmet, melyet  Maszaki Móri és Nobuo Nakagava 1959-es Tokaido Jocuja Kaidanja, melyet gyakran a legjobb képi adaptációnak tekintenek.
Toho készített egy verziót 1966-ban, melyet Siró Tojoda rendezett és Tacuja Nakadai főszereplésével, ami külföldön Illusion of Blood-ként jelent meg. 1994-ben Kindzsi Fukaszaku visszatért a kabuki gyökerekhez és egybekombinálta a Csúsingura és a Jocuja Kaidan történetét a Crest of Betroyalba.
Televízióra is adaptálták. A japán dráma egy története a Kaidan Hjaku Soszecu a Jocuja Kaidan verziója volt, és az Ayakashi: Samurai Horror Tales 1-4 epizódjai, a 2006-os anime televíziós sorozat is felidézése volt a történetnek.

## Fordítás
- Ez a szócikk részben vagy egészben  a   Yotsuya Kaidan című angol Wikipédia-szócikk ezen változatának fordításán alapul.  Az eredeti cikk szerkesztőit annak laptörténete sorolja fel. Ez a jelzés csupán a megfogalmazás eredetét és a szerzői jogokat jelzi, nem szolgál a cikkben szereplő információk forrásmegjelöléseként.